# Opius strombaceus
Opius strombaceus är en stekelart som beskrevs av Papp 1985. Opius strombaceus ingår i släktet Opius och familjen bracksteklar. Inga underarter finns listade i Catalogue of Life.